# The Big Picture (album de Big L)
Pour les articles homonymes, voir The Big Picture.
Albums de Big L
Lifestylez ov da Poor & Dangerous
(1995)
The Big Picture est le deuxième album studio du rappeur Big L, sorti le 1er août 2000.
Prévu en 1999, l'album n'est sorti qu'en 2000, à titre posthume, en raison de l'assassinat de Big L le 15 février 1999. Il a été certifié disque d'or par la RIAA en octobre 2000.

## Liste des titres
| No  | Titre                                                    | Auteur                                                           | Contient un (des) sample(s) de | Durée |
| --- | -------------------------------------------------------- | ---------------------------------------------------------------- | --- | ----- |
| 1.  | The Big Picture (Intro)                                  | Lamont Coleman, Christopher Martin                               | Full Clip de Gang Starr Whatever Goes Around de Jerry Butler Ain't No Half-Steppin' de Big Daddy Kane | 2:59  |
| 2.  | Ebonics (Criminal Slang)                                 | Coleman, Rondell Turner                                          | It Ain't Hard to Tell de Nas | 3:21  |
| 3.  | Size 'Em Up                                              | Coleman, Turner                                                  | You Can Exit de Gloria Gaynor | 3:55  |
| 4.  | Deadly Combination (featuring 2Pac)                      | Coleman, Ronald Bowser, Tupac Shakur                             | | 2:32  |
| 5.  | 98 Freestyle                                             | Coleman                                                          | Show & Prove de Pitch Black | 2:09  |
| 6.  | Holdin' it Down (featuring A.G., Miss Jones & Stan Spit) | Andre Barnes, Coleman, Peter Phillips, Stan Draton, Tarsha Jones | Please Sir, I Want Some More de John Dankworth G-Building de M.O.P. | 4:39  |
| 7.  | The Heist                                                | Coleman, Turner                                                  | | 3:02  |
| 8.  | The Enemy (featuring Fat Joe)                            | Coleman, Joseph Cartagena, Martin                                | Time's Up d'O.C. | 2:48  |
| 9.  | Fall Back (featuring Kool G Rap)                         | Coleman, James Elite, Nathaniel Wilson, Shomari Jackson          | I Truly, Truly Believe des Temptations | 2:49  |
| 10. | Flamboyant                                               | Bobby Ervin, Coleman, Gail Farrell, Mickael Heron                | Move Me de James Gilstrap Put It On de Big L featuring Kid Capri | 3:07  |
| 11. | Casualties of a Dice Game                                | Coleman, Turner                                                  | The Breakdown (Part II) de Rufus Thomas | 3:18  |
| 12. | Platinum Plus (featuring Big Daddy Kane)                 | Antonio Hardy, Coleman, Martin                                   | My Funny Valentine des Stylisctics A Few More Kisses to Go d'Isaac Hayes 4 Da Fam d'Amil featuring Beanie Sigel, Memphis Bleek et Jay-Z Thick de D.I.T.C. Wanna Be an MC? de Mykill Miers featuring Freddie Foxxx | 3:37  |
| 13. | Who You Slidin' Wit' (featuring Stan Spit)               | Coleman, Draton, Phillips                                        | | 4:13  |
| 14. | Games (featuring Guru et Sadat X)                        | Coleman, Derek Murphy, Keith Elam, Leroy Southwell               | Games Females Play de Big L | 4:32  |
| 15. | The Heist Revisited                                      | Coleman, Robert Hall                                             | | 3:01  |
| 16. | The Triboro (featuring Fat Joe, O.C. & Remy Ma)          | Cartagena, Coleman, Martin, Omar Credle, Rodney Lemay            | Mini Magic de Johnny Pearson | 5:29  |